# Centralbron

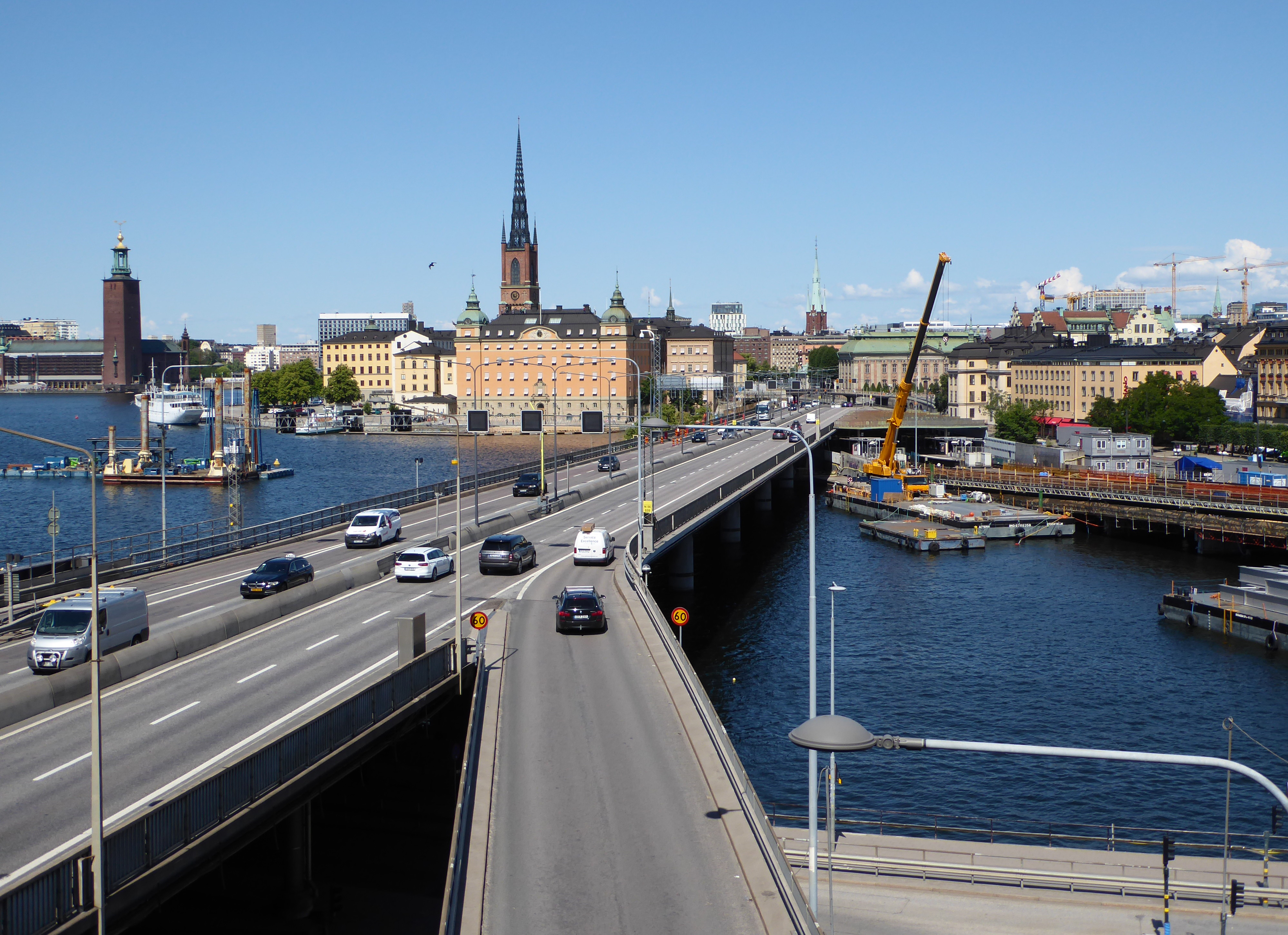
Centralbron norrut sedd från Södermalm med påfartsrampen från Söder Mälarstrand längst fram i bild, juli 2019.

Centralbron är en trafikförbindelse för vägtrafik med två broar i centrala Stockholm. Centralbron består av en sydlig brodel över Söderström, en motorled på Riddarholmens östsida samt en brodel över Riddarfjärden nära Norrström. Centralbron fick sitt nuvarande namn 1963. Den är totalt 1200 meter lång. Den smala passagen mellan Gamla stan och Riddarholmen, där fordons- och järnvägstrafik trängs kallas i folkmun ”Getingmidjan”. Centralbron är en del av Stockholms nord-sydaxel. Bron är en tungt trafikerad led, som används av cirka 130 000 fordon per dygn.

## Historik
Sammanbindningsbanans järnvägsbro hade byggts redan 1871 mellan Norrmalm och Södermalm, förbi Gamla stan och Riddarholmen. En Centralbro för övrig icke spårbunden trafik hade diskuterats sedan 1910-talet och när Stockholms generalplan 1928 presenterades hade över 20 alternativ avhandlats. Det skulle dock dröja tills efter andra världskriget, då byggandet av en bro över Söderström beslöts 1947. 
Bron byggdes parallellt med den befintliga järnvägsbron. Byggnadsarbeten med den södra brodelen påbörjades 1950. Redan 1937 hade man börjat med anläggandet av Södergatan genom Södermalm. Södergatan var tänkt att i en framtid ansluta till Centralbron.
Centralbron över Norrström (norra brodelen) hängde samman med utbyggnaden av Tegelbacken och förbindelsen därifrån via Klaratunneln till Sveavägen. Stadsplanen för Tegelbacken fastställdes först 1961 och då började även byggarbeten. Under tiden hade det funnits ett antal provisorier som skulle underlätta fordonstrafiken mellan Södermalm och Norrmalm. Ett provisorium var den så kallade "Slingerbultsleden", ett annat var pontonbron Riddarbron.

## Historiska bilder

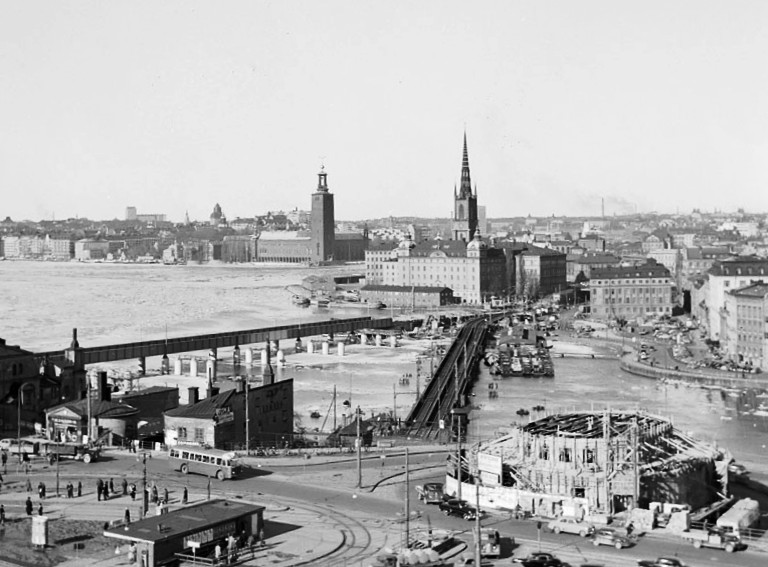
Anläggningsarbetena för södra delen 1951
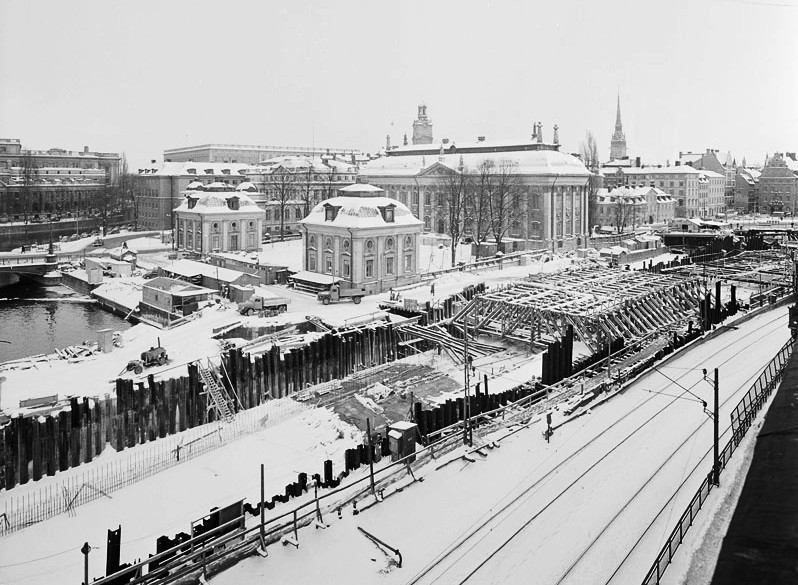
Brobygge vid Riddarhuset, 1955
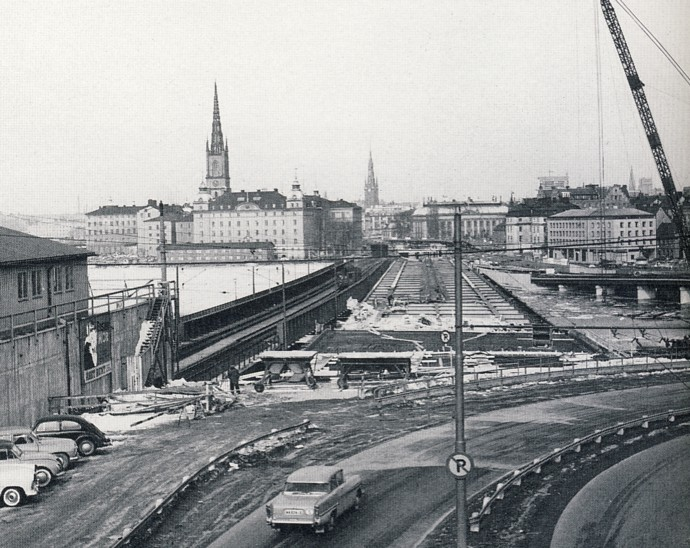
Anläggningsarbetena för södra delen 1958
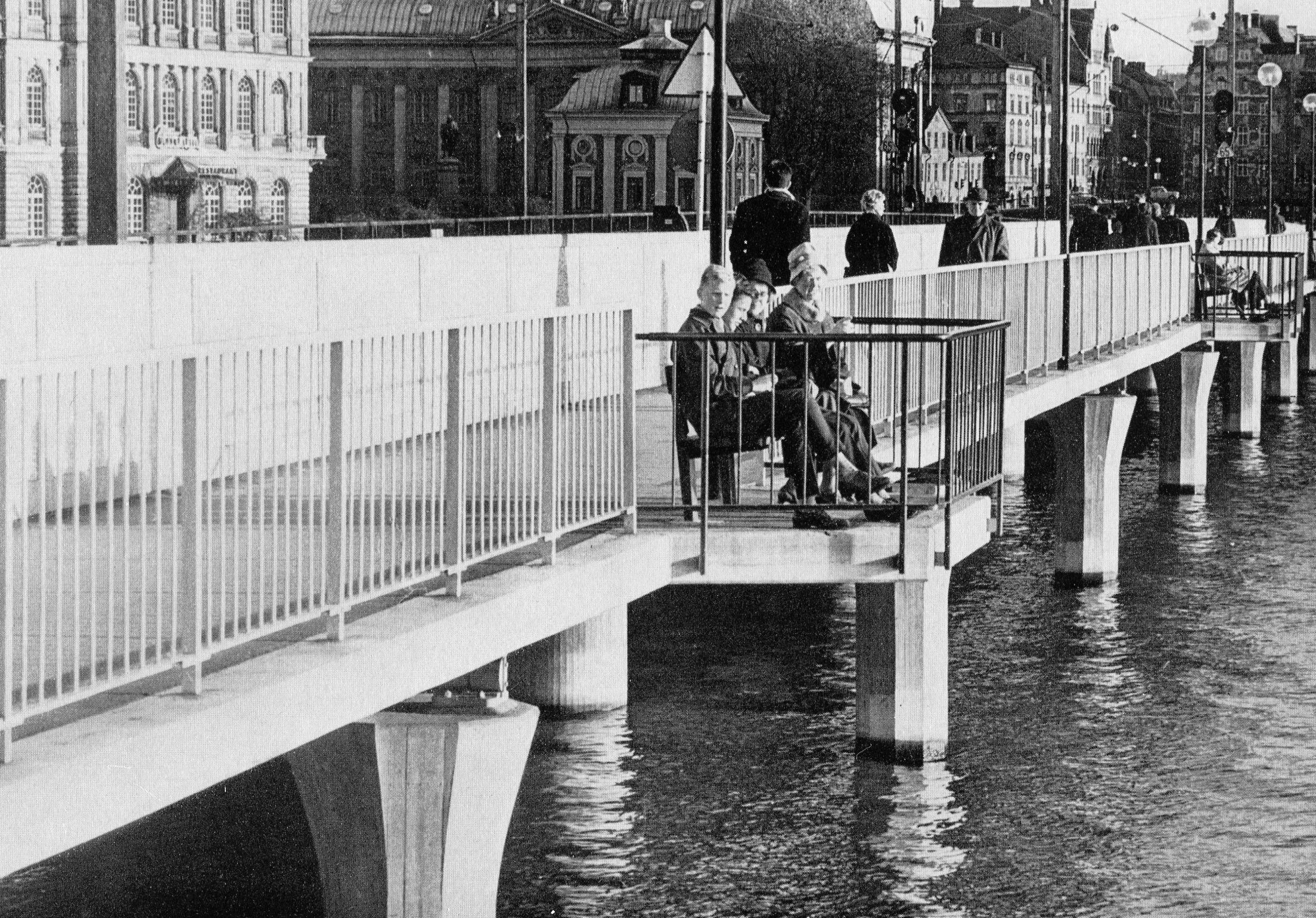
Nyöppnade Centralbrons gångbro 1962

## Konstruktion

### Södra brodelen
Den sydliga brodelen är en fortsättning av Söderledstunneln och går på en viadukt över Söder Mälarstrand, över Söderström parallellt med järnvägsbron och förbi Munkbron samt ovanpå tunnelbanestationen Gamla stan. Centralbron fortsätter sedan norrut utmed Riddarholmskanalen och under Riddarholmsbron.
Bron är 189 meter lång, 21,8 meter bred med en maximal spännvidd av 33,7 meter. Den egentliga bron utformades med kontinuerliga stålbalkar i sex spann, dessa vilar på betongpelare, grundlagda på pålar som slagits till fast botten. I norra delen övergår leden i en 173 meter lång viadukt rakt över Gamla stans tunnelbanestation, som byggdes något år innan. Delavsnittet mellan Södermalm och Riddarholmen öppnades den 16 juni 1959, då kopplades även Södergatan till bron.
| Vänster bild: Södra brodelens stålkonstruktion, vy mot norr. Höger bild: Norra brodelens betongkonstruktion, vy mot syd. |  | Vänster bild: Södra brodelens stålkonstruktion, vy mot norr. Höger bild: Norra brodelens betongkonstruktion, vy mot syd. |
| Vänster bild: Södra brodelens stålkonstruktion, vy mot norr. Höger bild: Norra brodelens betongkonstruktion, vy mot syd. |  | |

### Norra brodelen
Den nordliga brodelen sträcker sig väster om Strömsborg och går sedan på en viadukt över Riddarfjärden och Klara Mälarstrand vid Tegelbacken. Där svänger den 90 grader västerut över järnvägen och övergår sedan i Klarastrandsleden. 
Denna brodel är 246 meter lång och är byggd av armerad betong; bredden är 22,3 meter. Bron öppnades den 3 september 1967 i samband med högertrafikomläggningen, samtidigt revs provisoriet Riddarbron. Genom nya broar över järnvägen vid Tegelbacken kunde ett mångårigt trafikproblem, känt under namnet "Tegelbackseländet", lösas.

## Kritik
Under åren har Centralbron fått utstå mycket kritik, inte minst på grund av sin sträckning genom den historiska och känsliga stadsmiljön mellan Riddarhuset och Riddarholmskyrkan. Centralbrons framtid är omdiskuterad, och det finns planer på att ersätta den med en tunnel. Dessa planer har inte antagits av politikerna på grund av den mycket höga kostnaden.
Bron är mycket hårt trafikerad och olyckor är vanliga. Även dödsolyckor har inträffat. En dödsolycka skedde 8 mars 2005 då en stadsjeep gick över räcket varvid en person dödades i en mötande bil. Räcket var för lågt för denna allt vanligare biltyp, men det höjdes senare under året efter en debatt. Samtidigt sänktes hastighetsbegränsningen från dåvarande 70 kilometer i timmen till 50 kilometer i timmen. Under år 2016 höjdes hastighetsbegränsningen till nuvarande 60 kilometer i timmen.

## Bildgalleri

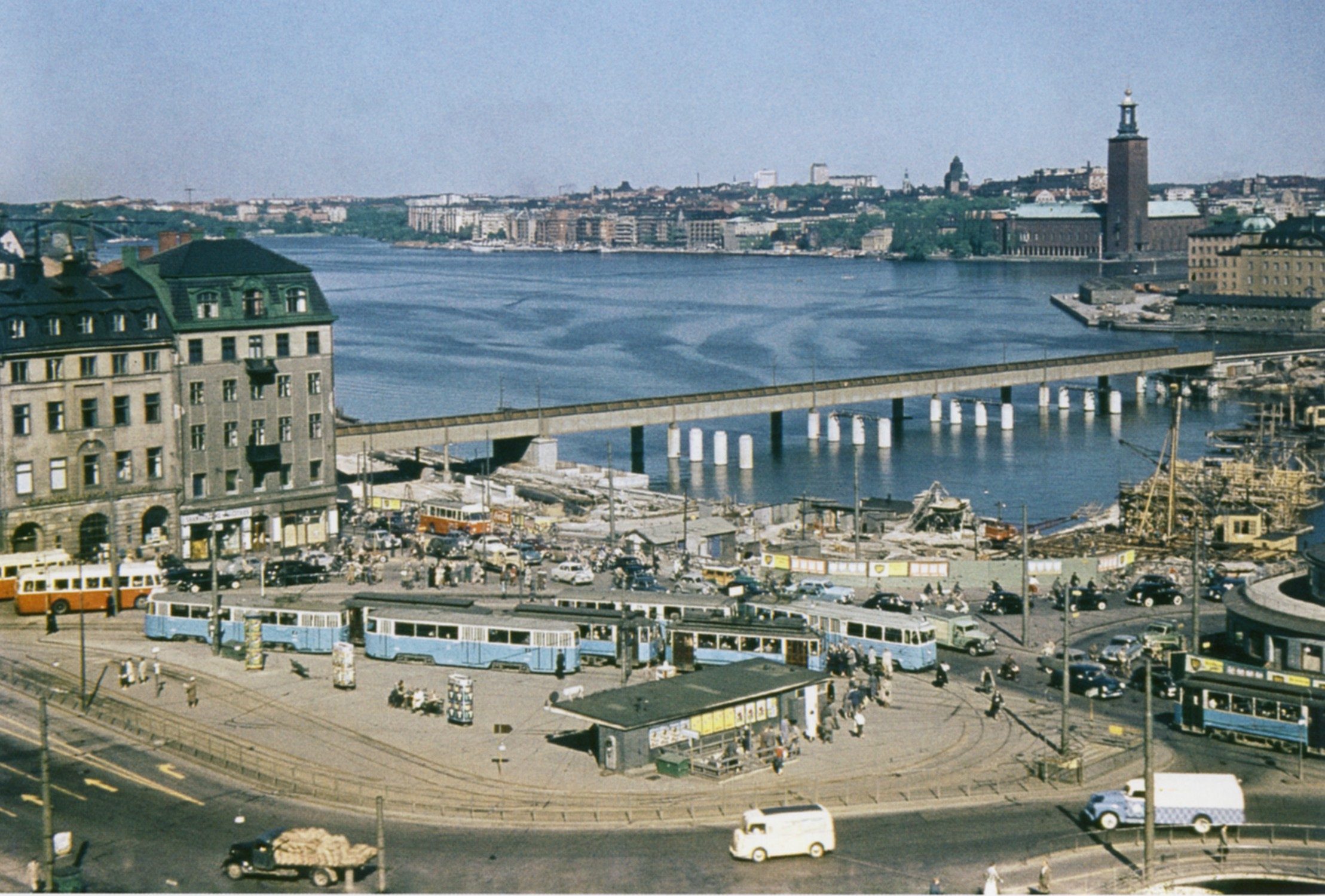
Centralbrons södra del under uppförande 1956
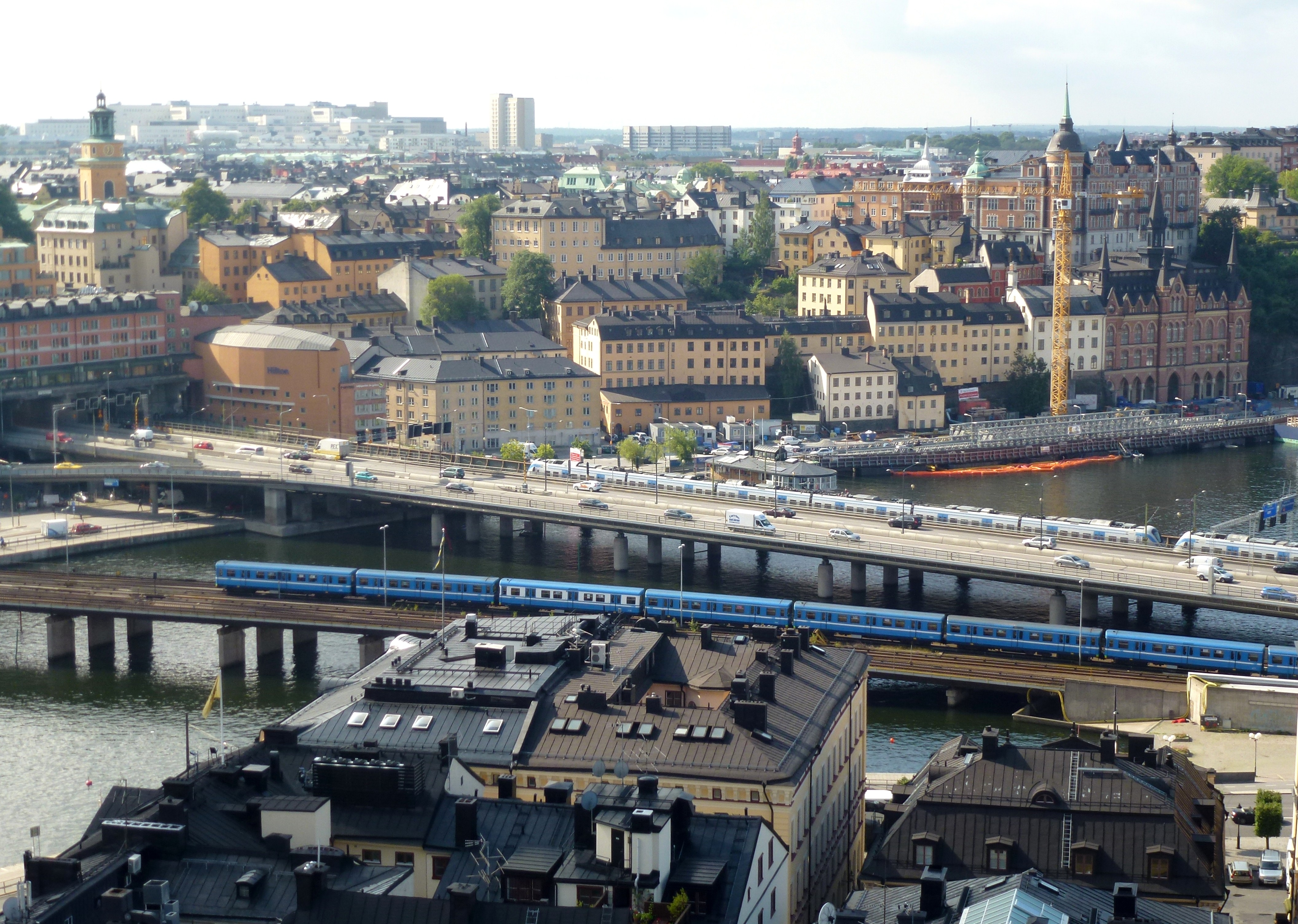
Centralbron och Söderströmsbron (närmast)
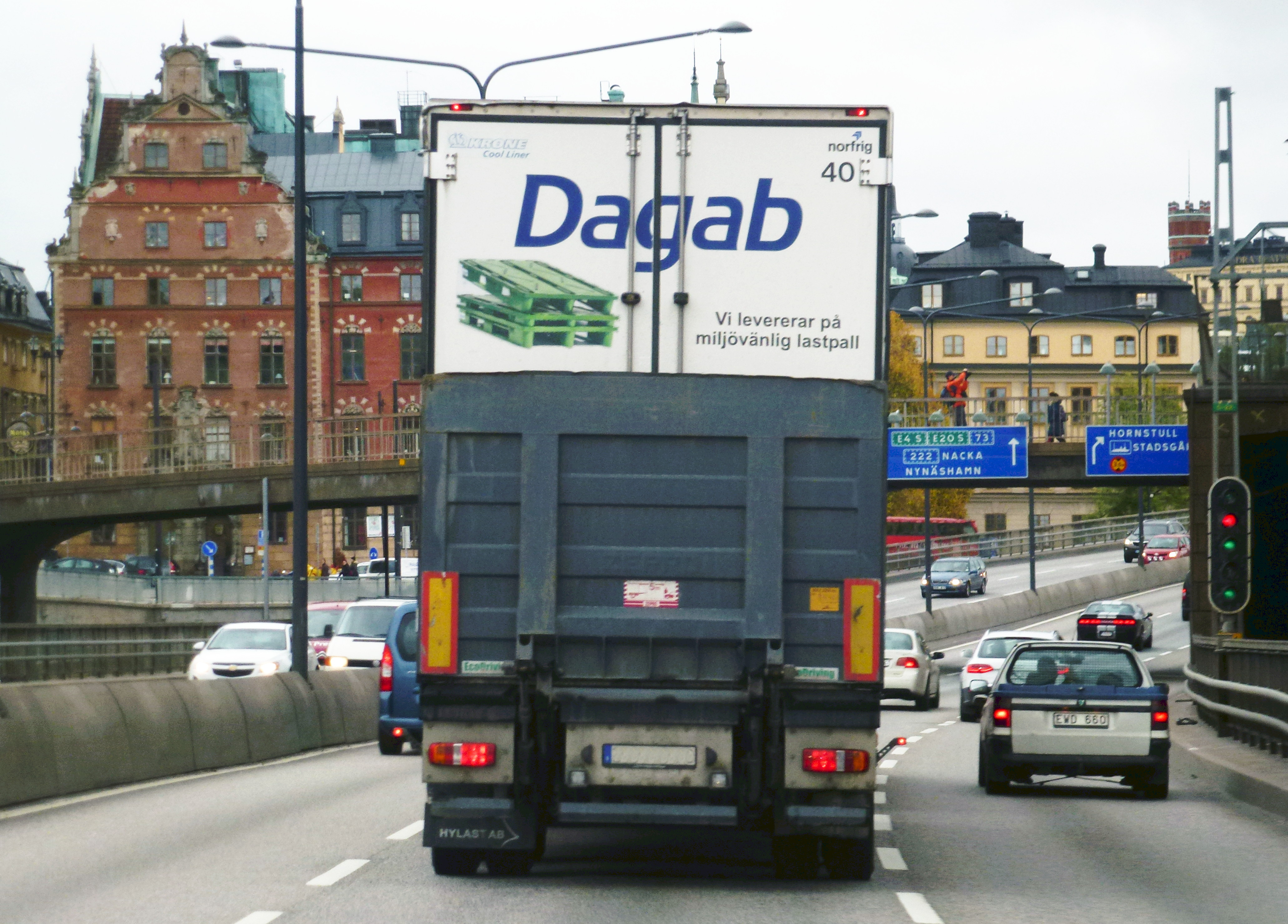
På Centralbron mot söder.
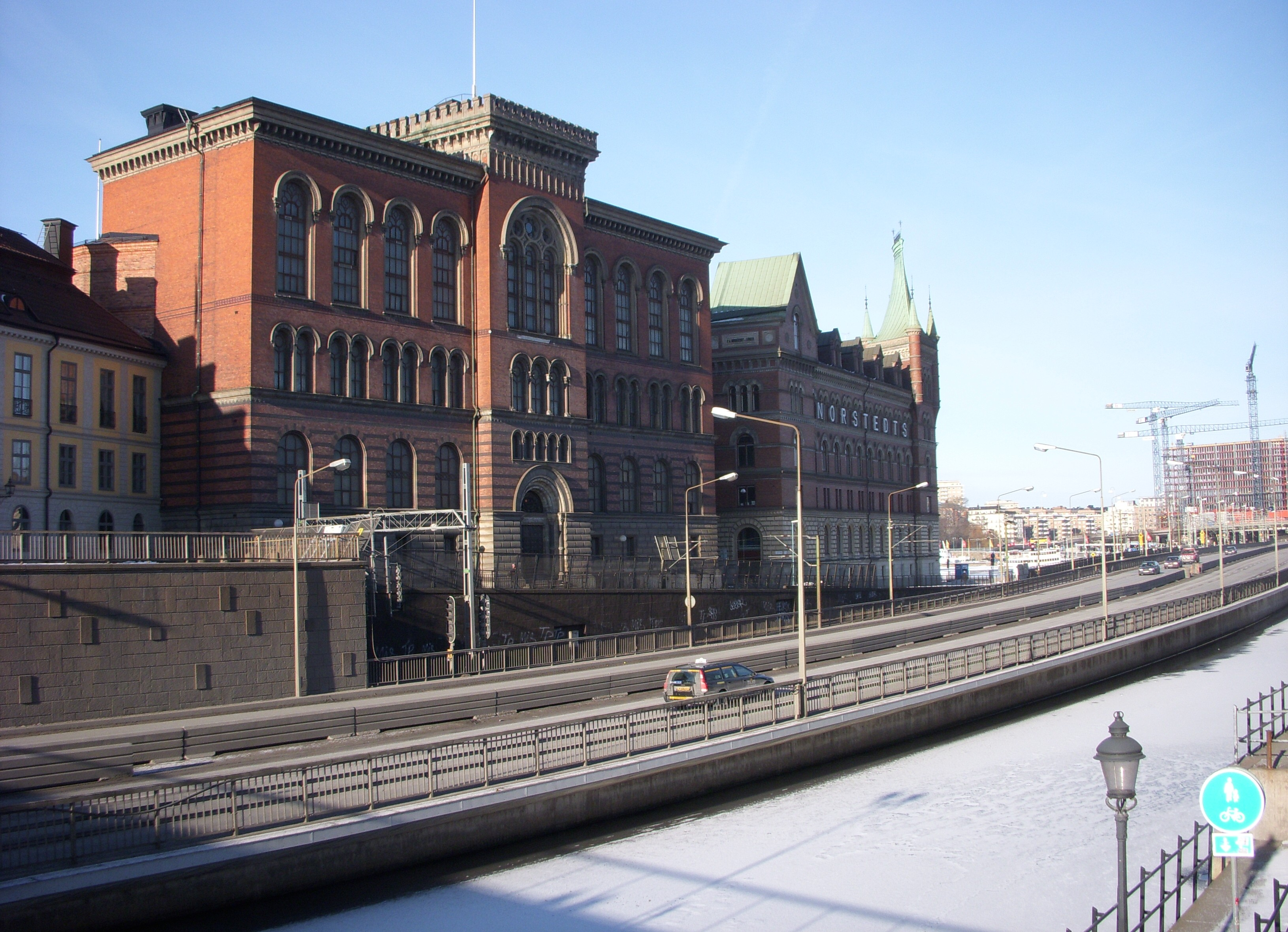
Centralbron vid Riddarholmskanalen (Obs! Isbelagd.)
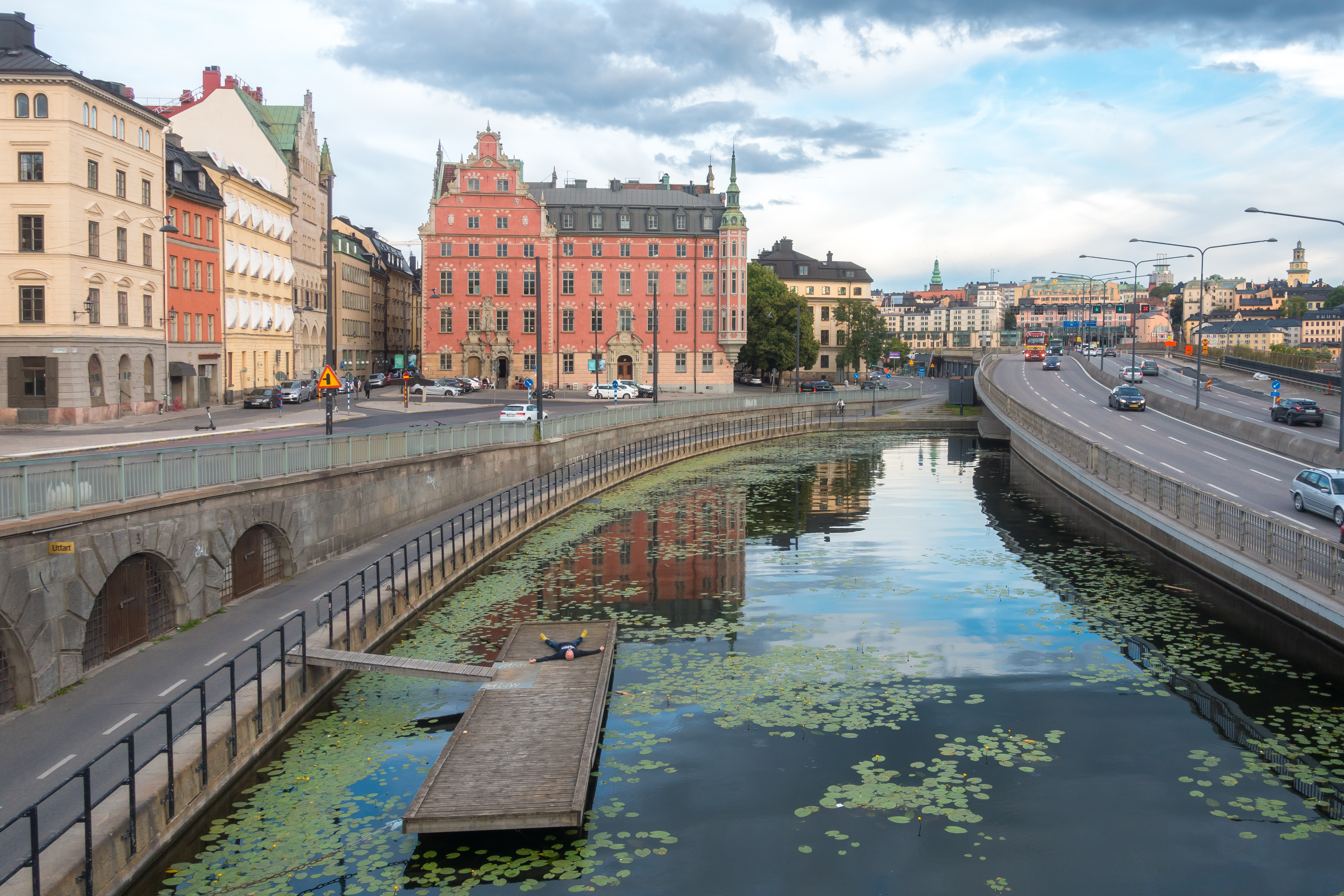
Centralbron sedd söderut vid Riddarholmskanalen.
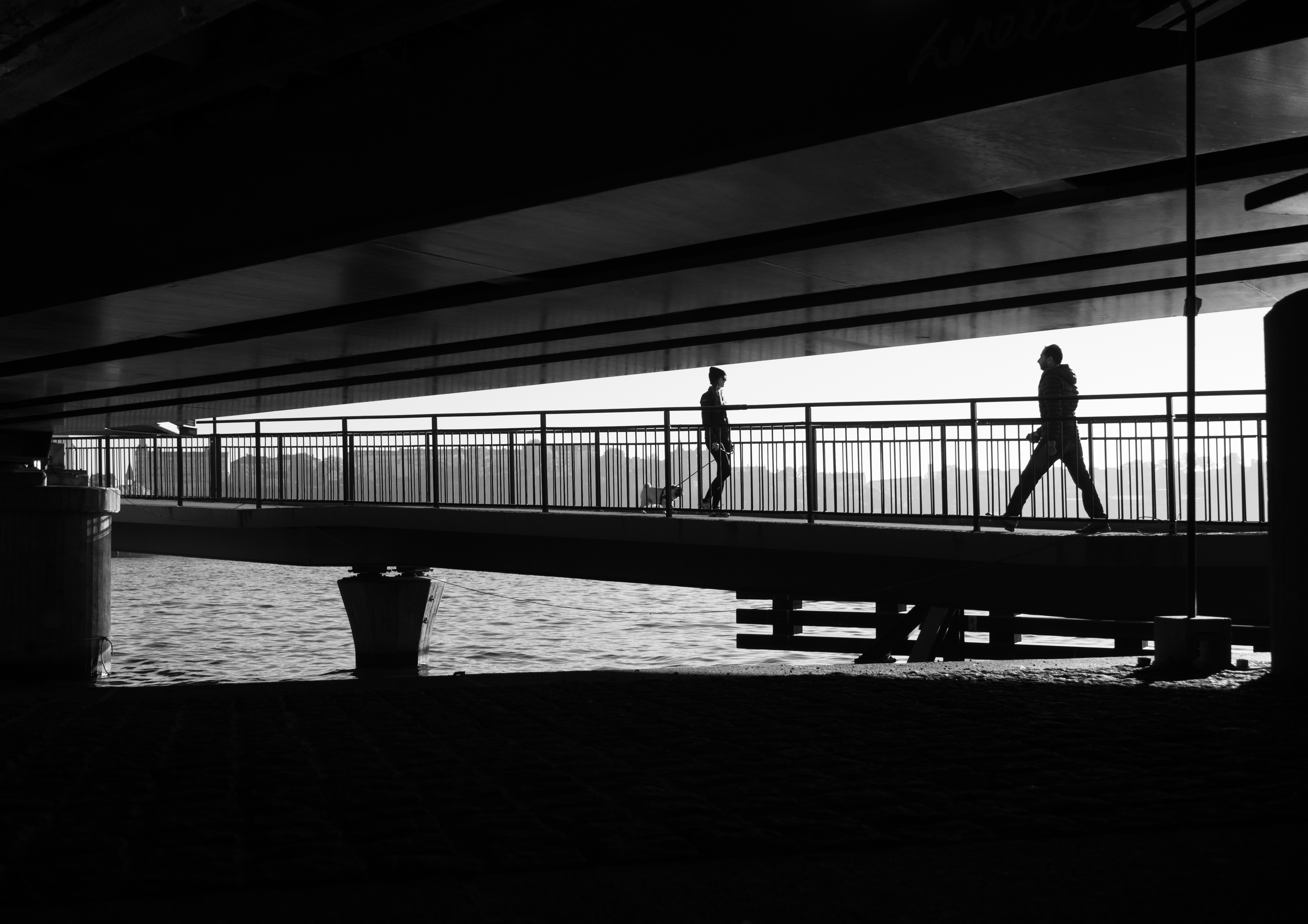
Centralbrons gångbro sedd från Klara Mälarstrand.